# Back to the Primitive
Pour plus de détails, voir Fiche technique et Distribution.
Back to the Primitive est un film muet américain réalisé par Francis Boggs et Otis Turner et sorti en 1911.

## Fiche technique
- Titre : Back to the Primitive
- Réalisation : Francis Boggs, Otis Turner
- Scénario : Edward McWade, Otis Turner
- Producteur : William Selig, Charles Clary
- Société de production : Selig Polyscope Company
- Pays de production :  États-Unis
- Genre :
- Date de sortie : 
  - États-Unis : 11 mai 1911

## Distribution
- Kathlyn Williams
- Charles Clary
- Tom Mix
- Joseph W. Girard
- William V. Mong
- Tom Santschi